# Protometer bokermanni
Protometer bokermanni är en tvåvingeart som beskrevs av Artigas, Papavero och Costa 1997. Protometer bokermanni ingår i släktet Protometer och familjen rovflugor. Inga underarter finns listade i Catalogue of Life.